# Shenzhou 10

Illustratie van een Shenzhou-ruimtevaartuig (rechts) gekoppeld aan Tiangong 1 (links)

Shenzhou 10 (Chinees: 神舟十号) was de vijfde bemande ruimtemissie van China. De 15 dagen durende missie in juni 2013 was de elfde missie in het kader van het Shenzhouprogramma, een in 1992 gestart programma voor bemande ruimtevaart.

## Bemanning
| Positie         | Ruimtevaarder                         |
| --------------- | ------------------------------------- |
| Commandant      | Nie Haisheng, CNSA 2e ruimtevlucht    |
| Operator        | Zhang Xiaoguang, CNSA 1e ruimtevlucht |
| Systeemoperator | Wang Yaping, CNSA 1e ruimtevlucht     |

## Lancering
Shenzhou 10 werd op 11 juni 2013 gelanceerd vanaf de lanceerbasis Jiuquan in aanwezigheid van president Xi Jinping. De lancering werd uitgevoerd met een Lange Mars 2F-draagraket. Het ruimtevaartuig koppelde twee dagen later aan de Chinese ruimtemodule Tiangong 1 waarna de driekoppige bemanning de ruimtemodule betrad.

## Missieverloop
Bemanningslid Wang Yaping voerde verschillende wetenschappelijke experimenten uit. Ook gaf ze natuurkundeles aan een groep Chinese studenten via een rechtstreekse videoverbinding. Op 23 juni koppelde Shenzhou 10 tijdelijk los van Tiangong 1 en voerde nogmaals een handmatige koppeling uit.

## Landing
Op 26 juni koppelde Shenzhou 10 definitief los van Tiangong 1 en keerde terug naar de Aarde. Een ruimtecapsule met de drie bemanningsleden aan boord landde in Binnen-Mongolië.
Na de Shenzhou 10-missie heeft Niè Haisjeng in totaal 470 uur in de ruimte besteed, het langste van alle Chinese ruimtevaarders.

## Volgende missie
De volgende stap in het Chinese bemande ruimtevaartprogramma was de lancering van het ruimtestation Tiangong 2 in 2016. Het ruimtestation omvat een bemanningsmodule die gebaseerd is op het Shenzhou-ruimtevaartuig. 

## Trivia
- De manuele koppeling met Tiangong 1 werd uitgevoerd door Zhang Xiaoguang.
- Wang Yaping was de tweede Chinese vrouw in de ruimte na Liu Yang die werd gelanceerd met Shenzhou 9.

Ruimtevaartuig: Shenzhou · Tianzhou

Onbemand: Shenzhou 1 · Shenzhou 2 · Shenzhou 3 · Shenzhou 4 · Shenzhou 8

Bemand afgerond: Shenzhou 5 · Shenzhou 6 · Shenzhou 7 · Shenzhou 9 · Shenzhou 10 · Shenzhou 11 · Shenzhou 12 · Shenzhou 13 · Shenzhou 14 · Shenzhou 15 · Shenzhou 16 · Shenzhou 17 · Shenzhou 18

Bemand bezig: Shenzhou 19

Bemand gepland: Shenzhou 20 · Shenzhou 21

Gerelateerd: Tiangongprogramma · Tiangong 1 · Tiangong 2 · Tiangong ruimtestation · Lijst van bemande expedities naar het ruimtestation Tiangong · Lange Mars (raketfamilie) · Lanceerbasis Jiuquan